# Бахметьєв Дмитро Дмитрович
Дмитро Дмитрович Бахметьєв (рос. Дмитрий Дмитриевич Бахметьев; 19 лютого 1898 — 28 серпня 1963) — радянський воєначальник, генерал-лейтенант танкових військ (27.06.1945).

## Життєпис
Народився в місті Севастополь в робітничій сім'ї. Росіянин. У 1916 році закінчив міське училище.
У лавах Червоної армії з 18 квітня 1919 року: червоноармієць Сімферопольського караульного батальйону 431-го полку 48-ї стрілецької дивізії.
У березні — травні 1920 року пройшов курси при політвідділі штабу Західного фронту. З 10 травня 1920 року — політрук 85-го важкого бронепотягу. З 29 липня 1920 року — помічник командира з політчастини, з 3 серпня 1920 року — ад'ютант 34-го автобронезагону. З 29 серпня 1921 року — ад'ютант і помічник ад'ютанта 3-го автобронезагону.
10 червня 1922 року зарахований слухачем, а 1 вересня 1924 року закінчив Вищу військову автоброневу школу. З 1 вересня 1924 року — командир взводу бронедрезин 1-го бронедивізіону 14-го стрілецького корпусу. З 18 жовтня 1927 року — ад'ютант 2-го розряду, тво командира 6-го окремого артилерійського дивізіону. З 1 жовтня 1929 року — помічник начальника штабу, тво начальника штабу 118-го артилерійського полку. З 14 жовтня 1931 року — помічник начальника 1-го відділу штабу управління 2-го навчального полку. Член ВКП(б) з 1932 року.
З 26 січня 1933 по 15 січня 1937 року навчався на експлуатаційному факультеті Військової академії механізації і моторизації РСЧА імені Й. В. Сталіна.
З 15 січня 1937 року — начальник штабу 1-ї окремої танкової бригади (21-ї важкої танкової бригади); з 20 липня 1940 року — начальник штабу 4-ї танкової дивізії; з 12 березня 1941 року — начальник штабу 17-го механізованого корпусу.
Початок німецько-радянської війни зустрів на посаду начальника штабу 17-го мехкорпусу. З 17 серпня 1941 року — начальник 4-го відділу Управління формування і комплектування АБТВ РСЧА; з 9 жовтня 1941 року — начальник штабу 1-ї гвардійської мотострілецької Московської дивізії; з 22 листопада 1941 року — в.о. начальника управління АБТВ 33-ї армії; з 31 січня 1942 року — начальник АБТВ 20-ї армії; з 10 лютого 1942 року — в.о. заступника командувача 20-ї армії з танкових військ; з 31 березня 1942 року — начальник штабу 4-го танкового корпусу; з 25 лютого 1943 року — начальник штабу 3-ї танкової армії; з 27 квітня 1943 року — начальник штабу 57-ї армії; з 20 травня 1943 року — заступник командувача 3-ї гвардійської танкової армії.
Постановою РНК СРСР № 1804 від 10 листопада 1942 року присвоєне військове звання «генерал-майор танкових військ».
З червня 1943 по березень 1944 року пройшов прискорений курс Вищої військової академії імені К. Є. Ворошилова. 29 березня 1944 року призначений на посаду начальника штабу 3-ї гвардійської танкової армії. На цій посаді перебував до кінця війни. З 5 листопада 1946 року — начальник штабу 3-ї гвардійської окремої кадрованої танкової дивізії; з 3 червня 1948 року — начальник штабу 5-ї гвардійської механізованої армії.
З 28 жовтня 1950 року — командувач бронетанковими і механізованими військами Прикарпатського військового округу. З 4 квітня 1952 року — командувач бронетанковими і механізованими військами Воронезького військового округу.
30 грудня 1953 року призначений помічником командувача військами Північної групи військ, з 27 липня 1954 року — помічник командувача — начальник відділу бойової підготовки Північної групи військ.
З 18 травня 1955 року перебував у розпорядженні Головного управління калрів. Наказом МО СРСР № 0370 від 21 січня 1956 року звільнений у запас за ст. 59б з правом носіння військової форми одягу.
Мешкав у Москві, де й помер через хворобу. Похований на Ваганьковському кладовищі.

## Нагороди
Нагороджений двома орденами Леніна (04.02.1943, 21.02.1945), трьома орденами Червоного Прапора (14.02.1943, 03.11.1944, 20.06.1949), орденами Суворова 1-го (06.04.1945) та 2-го (11.08.1944) ступенів, Кутузова 1-го ступеня (25.05.1945), Червоної Зірки (03.11.1941) і медалями.